# José Inácio Werneck
José Inácio Werneck (Niterói, 1937) é um jornalista brasileiro.
Formado em advocacia, começou a trabalhar em 1962 no Jornal do Brasil, de onde se tornou um de seus principais colunistas esportivos, trabalhando com João Saldanha e Armando Nogueira, até os anos 80. Cobriu seis Copas do Mundo entre 1966 e 1994 e os Jogos Olímpicos de Montreal 1976 e Los Angeles 1984.
Durante a carreira também trabalhou para o Jornal dos Sports, O Dia, TVE, BBC, ESPN internacional, ESPN Brasil, e hoje é colunista fixo da Gazeta Esportiva, colunista político do site Direto da Redacão e colaborador eventual de veículos de comunicação eletrônicos e impressos. Nos anos 80 foi o criador e diretor da Maratona do Rio e do Triatlo do Rio. Radicado nos Estados Unidos desde os anos 90, para onde emigrou aos 53 anos com toda a família,  e onde além de jornalista atua profissionalmente como Intérprete Judicial Certificado do estado de Connecticut, compete como master em vários triatlos nacionais e internacionais, junto com a mulher, a inglesa Dawn Webb Werneck e a filha, Rebecca Charlotte Werneck Stephenson, que já representaram o Brasil no  Campeonato Mundial de Triatlo, no Canadá. Sua outra filha, Sarah Jane Werneck Brown, nadou pelo Flamengo.
Escreveu os livros  “Com Esperança no Coração: Os Imigrantes Brasileiros nos Estados Unidos”, “Sabor de Mar”,  "Caminho do Mar" e "Pelé”, a biografia oficial publicada pela Simon & Schuster.
Escreveu, com Maurício Sherman, o roteiro do filme  "Copa 78 - O Poder do Futebol".